# 钻机
钻机或稱鑽井架，是在地表进行钻洞的机械设备，可以是大型户外的水井、油井、天然气井钻探设备，或者是单人可移动的小型设备，称为螺旋钻。钻机可以对地下矿藏进行取样，或者用于安装地下生产设备，例如地下机器、仪器、管道和井道。可以是安装在卡车、拖车、轨道上的移动设备，或者是较为固定的安装在陆地、海上结构（如钻井平台，一般称为“海上石油钻机”，尽管设计上并不含有钻机）。“钻机”这个词一般指钻探地球的地壳层的设备。
钻机包括：

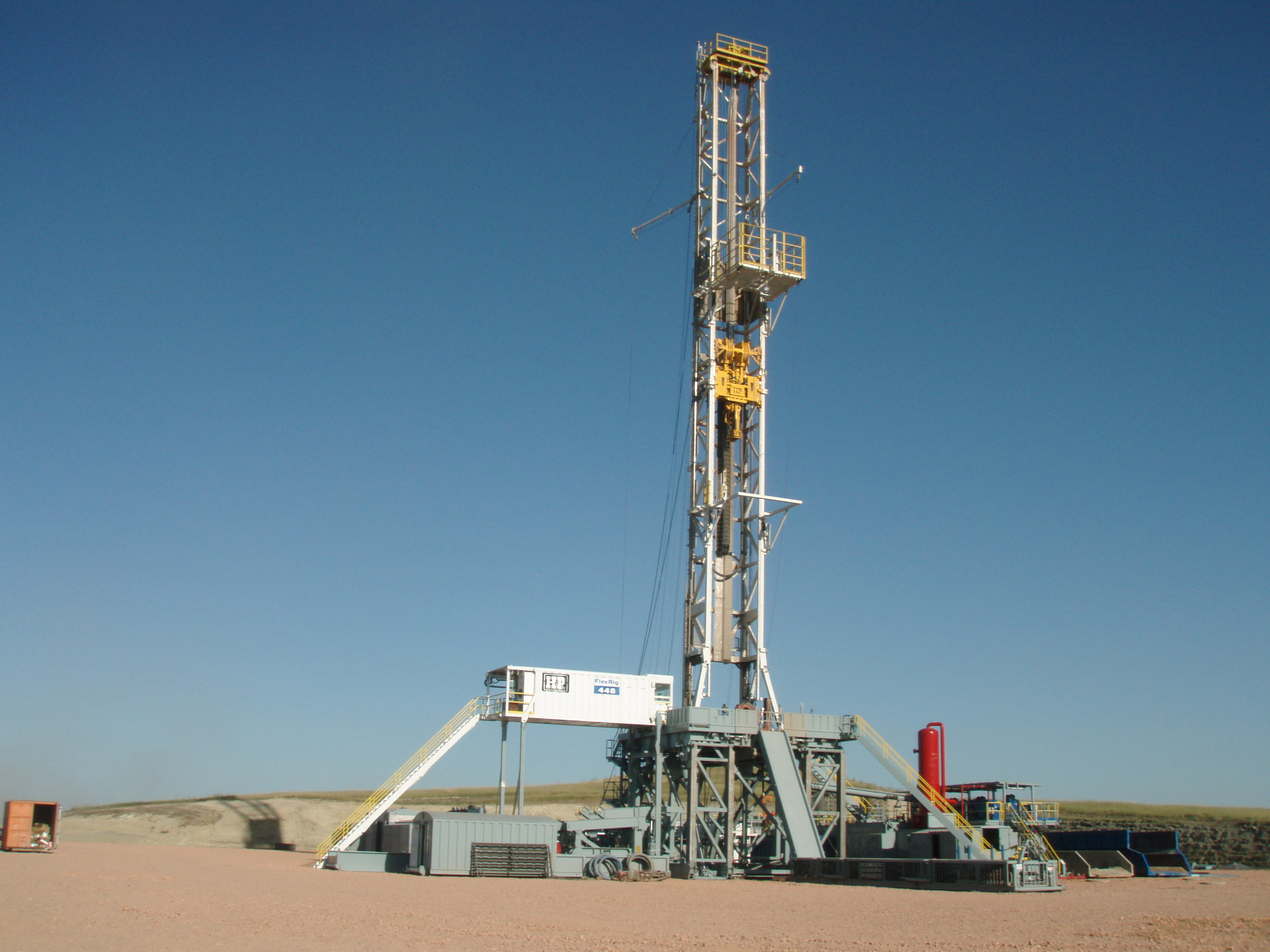
垂直井架

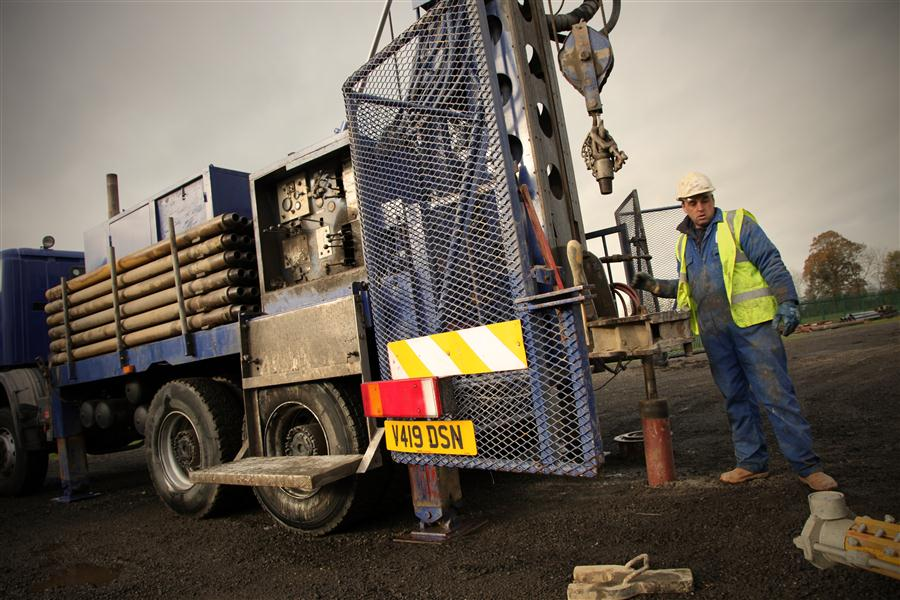
英国北约克郡的钻机

- 小型、便携型钻机，例如矿业钻探、水井、环境调查钻机。
- 大型钻机，可对地壳进行深度超过上千米的钻探。在钻井过程中，泥浆泵将泥浆经钻杆、钻头循环到套管环空中，对钻头进行冷却并去除切屑。钻机上的起升系统可以提升上百吨的钻杆。其他的设备可以将酸或沙泵入油藏，进行压裂作业，引导对原油或天然气离开油层升到地表。在偏远地区，钻机可带有永久居住设施、饮食，可提供给超过上百名员工的日常生活。海上钻机可以在离岸几百公里的距离作业，井上人员会进行轮换。

## 石油钻探业

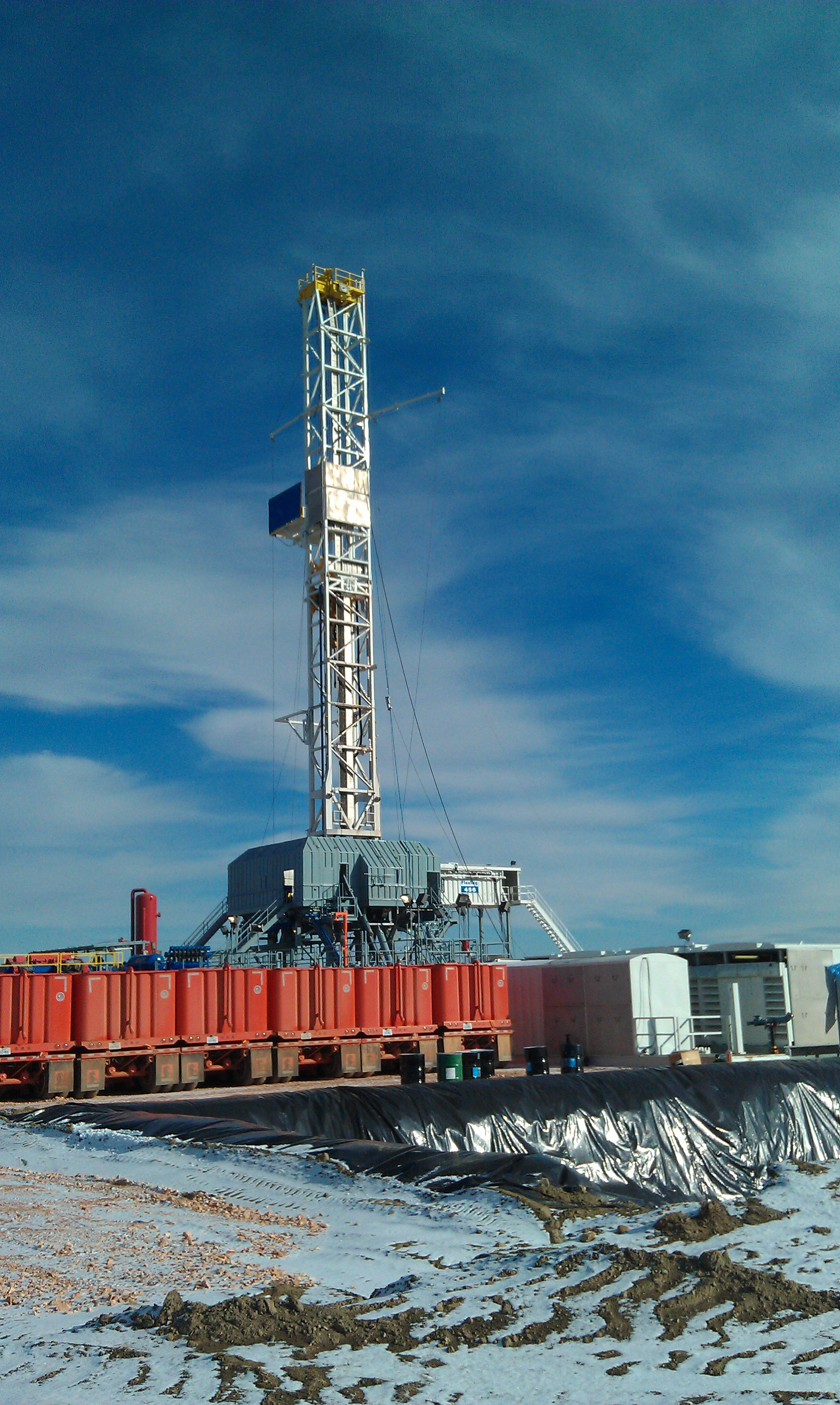
威灵顿盆地的巴肯地层

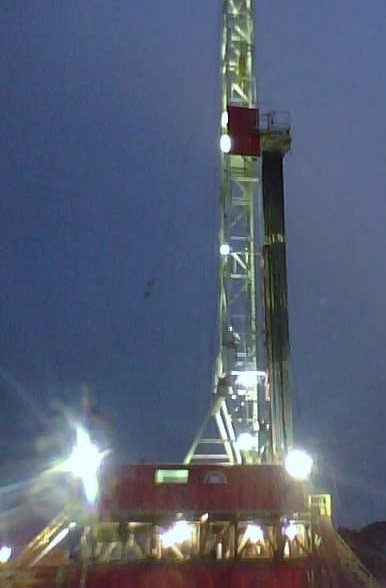
东德克萨斯州的史云逊定向井

石油和天然气钻机可以用于确定地质藏层，并且钻探底层，将石油或天然气抽离地壳来到地表。在海上石油或天然气田上，进行钻井后，钻机将从井口脱离，然后安装一台服务钻机（一般体积更小），进行完井，并连接井口。这样，原来的钻井钻机就可以用于钻探其他的井，同时允许提供专业服务，如完井、采油等。

## 历史

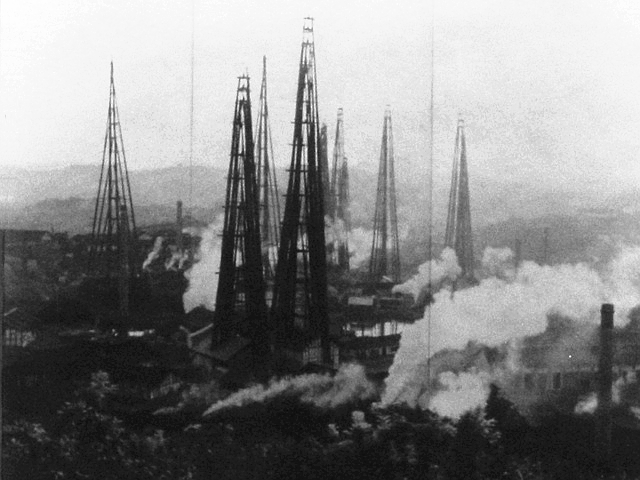
中国自贡市的古老钻机

直到19世纪内燃机发明以前，钻探岩石的主要方法还是靠人或动物的体力。用于生产盐的水井钻探始于中国宋朝，其深井钻探的考古发现目前展出在自贡市的盐业博物馆内。根据《盐业世界历史》一书，中国清朝时期的水井，也是位于自贡市，大约深度为3,300尺，是当时世界上最深的钻井。利用机械方式钻探这种水井一直保留到1970年，当时，还在用凸轮迅速提起和放下3 mm的钢管。

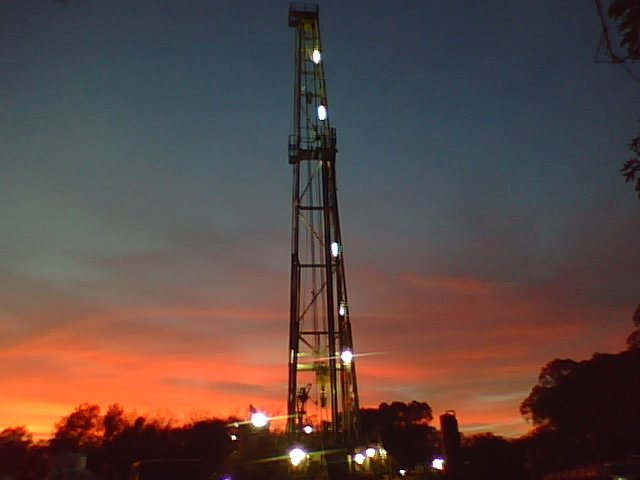
东德克萨斯州的史云逊井，夜间

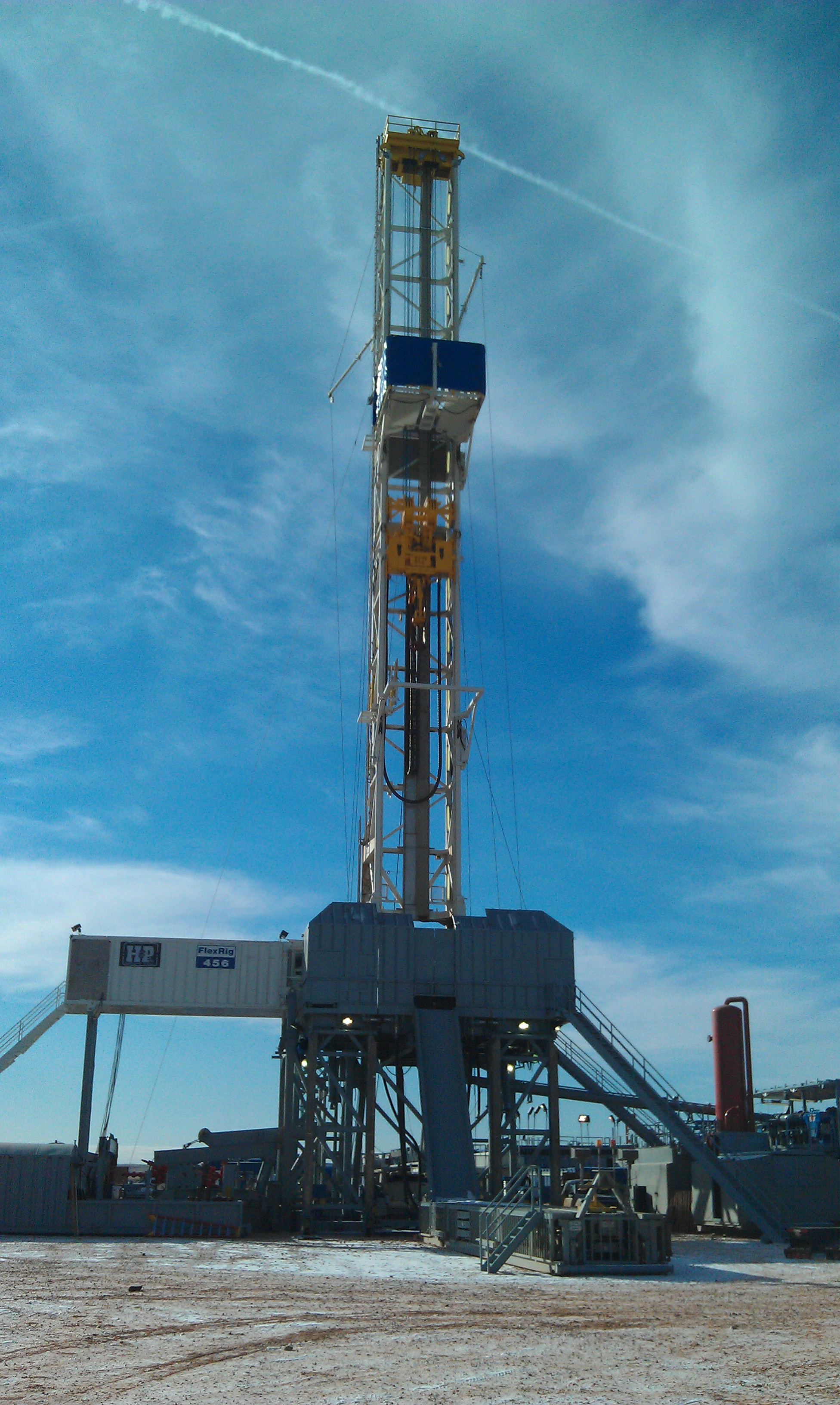
巴肯的Helmerich & Payne Flex钻机

:

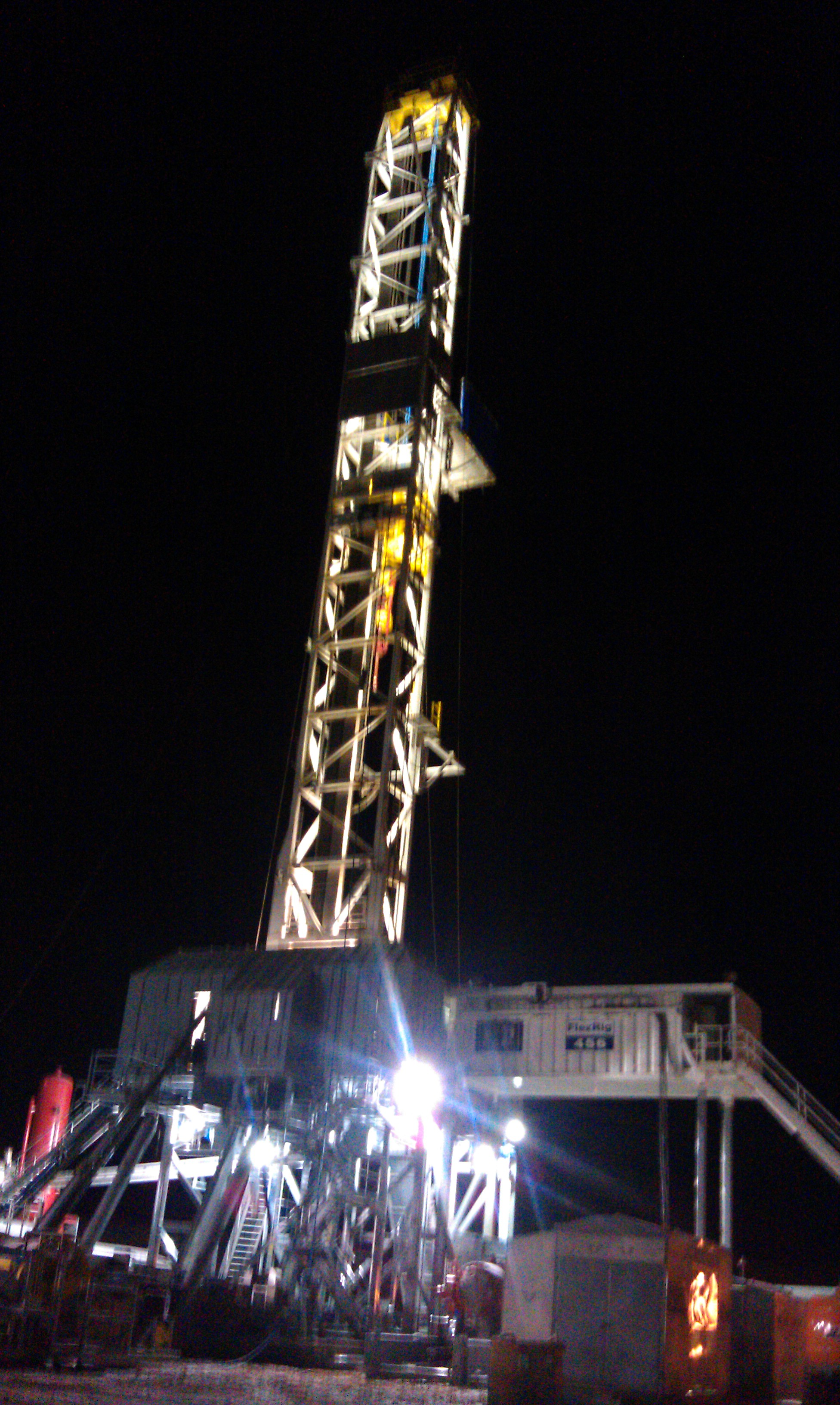
巴肯的H&P钻机，夜间

1970年间，在油气行业以外，使用泥浆循环的牙轮钻头已经被气动活塞所替代。反循环(RC)钻机对于浅井已经很老旧，目前只在岩石无法使用其他方法的时候使用。RC钻机速度更快、更高效，在冶金的过程中更好用，可以承载更坚硬更持久的钻头，压缩机也可提供高气压，进行更深、更快的钻探。金刚石探头从发明以来几乎没有变过。

## 移动钻机
在早期采油过程中，钻机一般是半永久性的，井架一旦建好会一直到完井后才拆除。后来，钻机开始成为可以从一口井移到另一口井，造价更高。一些小型作业的钻机更像移动起重机，一般用于钻探水井。大型陆地钻机必须拆成零件，然后搬运到下一口井，这个过程可能持续几周。
小型移动钻机一般用于钻探深层地基，钻机的范围从100吨的连续旋翼式螺钻（CFA）到采石场用的小型气动钻。这些钻机的技术和大型油井钻机类似，只是体积更小。
而下面的这些钻机从机械学上和以前的钻机不同，但在方法上，还是岩屑从切割面移除，并通过钻机回收到地表上。

## 钻机分类
钻机分为很多种，很多钻机可以转换、结合不同的钻探技术。钻机可以大致分为下列属性：

### 根据驱动分
- 机械 — 使用自身的发动机（一般为柴油发动机）驱动液力变矩器、离合器和传动装置
- 电动 — 主要机械设备由电气驱动，一般使用施工现场的内燃机发电
- 水力 — 钻机一般使用水力驱动
- 气动 — 钻机一般使用压缩空气驱动
- 蒸汽动 — 钻机使用蒸汽发动机和泵（20世纪以后淘汰）

### 根据钢管分
- 钢缆 — 使用钢缆提起和放下钻杆
- 传统 — 使用不同类型的金属或塑料钻杆
- 盘管 — 使用巨大的盘管和井内钻探马达

### 按照立柱长度分
（根据起下钻时，立柱的长度进行区分）
- 单钻杆 — 一次只能提起一根钻杆，有时有垂直的管架；
- 双钻杆 — 可以提起由两根钻杆构成的立柱，即每两个单根接一次立柱；
- 三钻杆 — 可以提起由三根钻杆构成的立柱，顶驱系统常用；
- 四钻杆 — 可以提起由四根钻杆构成的立柱。

### 根据旋转和钻探方式分
- 无旋转，包括直推式钻机和大部分服务钻机
- 转盘 — 是通过旋转方钻杆来驱动钻柱（Kelly drive）
- 顶驱 — 通过钻管组顶部安装一个马达，沿着井架上的一条垂直轨道上下活动，进行旋转和循环
- 声波 — 一般利用振动能驱动钻杆
- 锤形 — 利用旋转和冲击力(参见潜孔钻头)

### 根据井架位置分
- 传统 — 使用垂直井架
- 倾斜 — 井架倾斜呈45度角，可以进行定向钻探

## 根据钻探类型分
因为不同的钻探类行，可以让钻杆以不同的方式进入钻孔，每种都有优势和劣势，根据可以钻探的深度、取样类型、成本、插入率分，有两种基本的钻探类行：岩屑钻探和岩芯钻探。

### 螺旋钻孔
螺旋钻孔是利用螺旋形钻机旋转进入地面，土壤通过螺旋的刀片的空隙提升到地面上。空心钻杆可以对较软的土壤，如沼泽等土壤不会自然张开的土壤进行钻探、地质钻探、对矿藏进行土壤工程和地球化学勘察。固体飞行钻/短管螺旋钻用于坚硬土壤钻探，有时候，采矿竖井利用螺旋钻杆钻探，小型钻杆可以安装在卡车上，大型螺旋钻杆可用于放置桥基等。
螺旋钻杆一般用于相对较软的未结固物质或恶劣天气的岩石，特点是节约、快速。

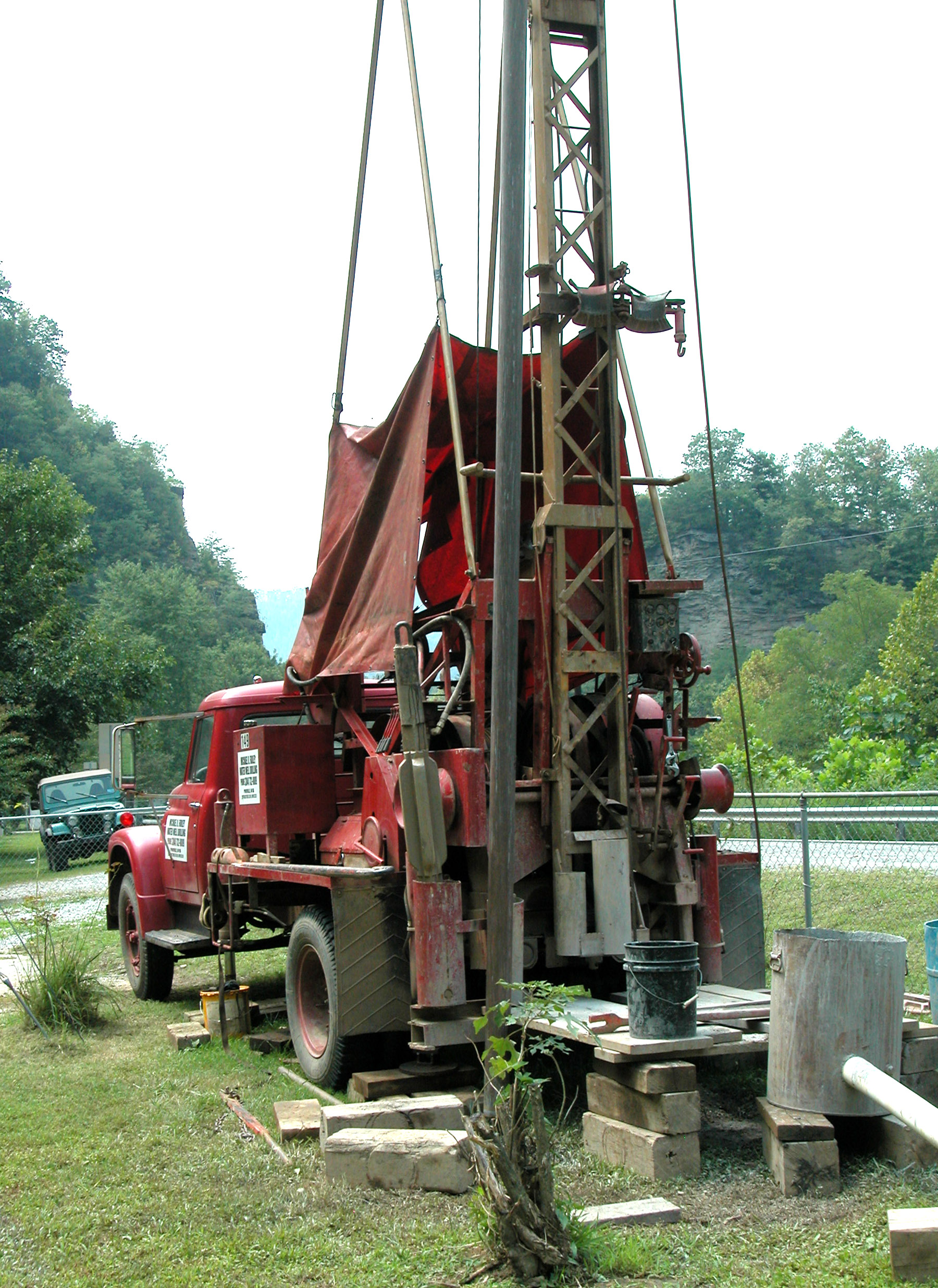
西维吉尼亚州金柏尔的水井钻机，这些缓慢的钻机已经逐渐被旋转钻机替代

### 冲击旋转鼓风钻(RAB)
RAB钻机一般用于探矿(也称为潜孔钻机)，使用气动活塞驱动的“锤子”高速驱动重型钻杆钻进岩石中。钻头是中空的，钢结构，一般有20 mm钨条插入钢基作为“钨键”，钨键是钻头的切割面。
岩屑被吹出钻条来到地表。使用空气或空气和泡沫的混合物把切割物提升到地面。
RAB钻机一般用于采矿 勘探、水钻孔、采矿上的爆破钻孔，以及工程方面的其他用途。RAB生成的样品质量比较低，因为切割物是吹出钻头，可能被其他岩石污染。
RAB钻探较深的时候，如果遇到水、可能迅速堵住钻孔，妨碍岩屑吹出钻孔。可以使用稳定器（钻孔器）抵消这种阻碍，稳定器是一种钻杆上固定的一大块圆柱形钢材，恰好与钻孔的尺寸吻合，侧面有滚筒，一般插有钨条，可以不断把岩屑往上推。
使用高压空气压缩机，可以将900-1150 cfm的空气，以300-350 psi的压力灌入钻孔内，保障钻探深达1250 m的钻孔，因为高压空气可以吹开岩石碎屑和水，但是也要取决于岩石的密度和重量，以及钻头的磨损程度。

### 空心钻
空心钻等方法使用加硬处理的钢材或钨材刀片对未固结地面进行钻探。钻头的周围有三片刀片，可以切割未固结地面。抛光棒条的内部是空心的，内有管道，通过注入压缩空气把岩屑通过内管和钻杆之间组成的环空，吹回到地表上。然后岩心通过内管再吹回到地表上，如果要收集岩心的话，可以通过其中的样品分离器收集。通过在钻杆顶部加入钢管继续钻探，空心钻有时候可以取到大块岩心。
这种方法可以用于钻探已经风化的风化层，因为钻机、钢条、钨条都没法钻探到“新鲜”的岩石。但是一般空心钻比RAB管用，可以提供更有代表性的岩心。空心钻可以钻到大约地下300米。因为岩屑可以通过钻杆内部回收到地表，同时比传统钻探岩心从钻杆外部和井壁之间回收到地表相比，污染较少。这种方式一般也比RAB更加昂贵。

### 顿钻钻井
顿钻钻井是水井的一种传统钻井方式，大部分大型直水井都采用这种方式，特别是在基岩含水层上完成的深井，都是用这种方式。尽管这种方式在近些年已经逐渐淘汰，使用了其他更快的钻探技术。但这种方式仍用于大直径、深层基岩井的钻探，特别是在广大农村地区的水井。通过钻头冲击岩石，将岩石打碎成很多页岩，增加了出水量。
也称为发射型钻井，有时候称为“铲凿”，利用提起和落下重型碳化钻头击碎表层岩石，钻杆由上部钻杆、一系列“震击器”（内部锁连“震击条”把多余的能量传导到钻头上，帮助移动卡住的钻头)和钻头。在钻井的过程中，钻杆周期性离开井口，同时放下打捞筒收集岩屑（岩石碎屑和土壤等等）。打捞筒是一个桶型工具，底部有一个井盖门。如果钻孔干燥，需要加入水让岩屑流入到打捞筒中。提升的时候，关上井盖门，提起岩屑并扔掉。由于必须提起和放下钻杆才能继续钻进，一般使用套管（更大尺寸的外套钢管）取回上层土壤岩屑，并稳定钻孔。
顿钻钻井比类似尺寸的旋转钻机更加便宜、简单，尽管噪音非常大，钻进较慢。世界最深记录的顿钻钻井是在纽约钻进12,000英尺（3,700）。一般的Bucyrus Erie 22可以钻进大约1,100英尺（340）。因为顿钻钻井不像旋转钻机使用空气注入钻孔，而是使用绳子绑着的打捞筒，技术上来说深度没有限制。
顿钻钻井现在在美国已经过时了，一般用于非洲和第三世界国家。钻进较慢、顿钻钻井会增加钻井的成本和工资。美国的钻井工资一般为US$200每天每人，在非洲一般仅为US$6每天每人，所以发展中国家还在使用老式钻机。顿钻钻井可以钻到25英尺（7.6）至60英尺（18）坚硬岩石/日。根据尺寸和地层硬度不同，新型的带有潜孔锤（DTH）的旋转顶级头钻机可以钻到500英尺（150）或更深。

### 反循环钻机（RC）

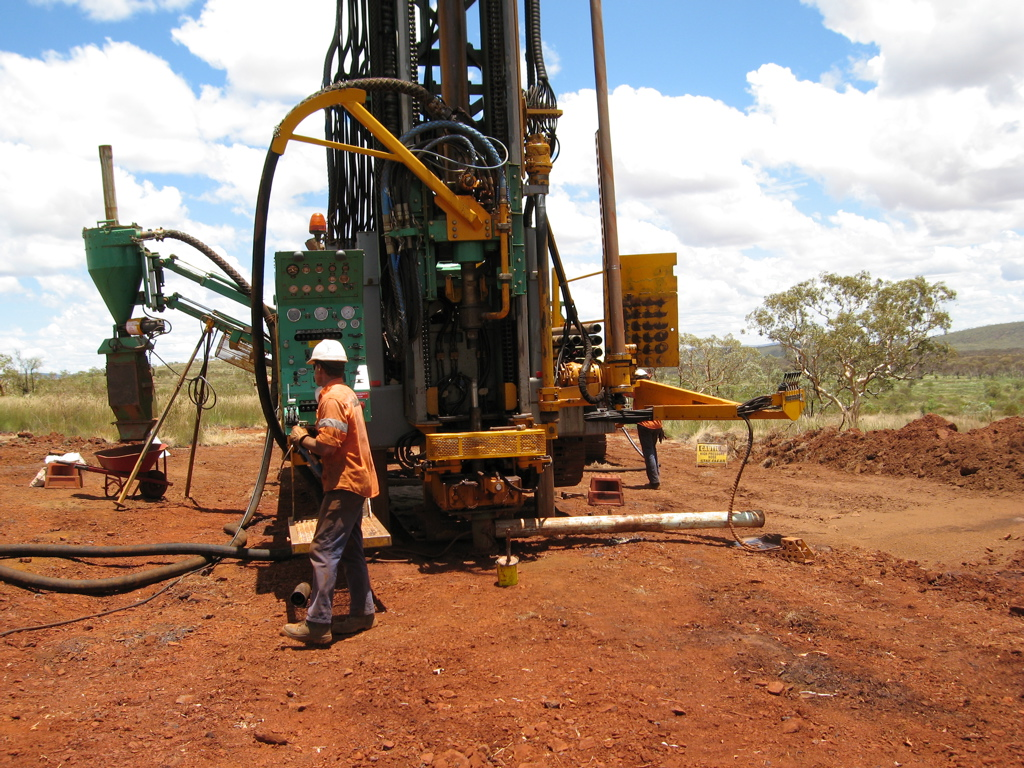
在西澳大利亚纽曼市的反循环钻机

RC类似于空心钻机，其岩心也是通过钻杆内部回收地面。钻机原理是通过气动活塞（类似于“锤子”）驱动钨钢钻头。RC钻机的设备体积更大，深度超过500米。RC钻机理想上钻出干岩屑，而大型空气压缩机在钻头前进之前将干燥岩石回收。RC钻机更慢、费用更高，但是比RAB和空心钻机的效果更好，比金刚石钻机更便宜，一般广受矿业开采欢迎。
反循环是通过将空气注入钻杆，产生差异压力，气动提升水和岩屑到钻杆内部，达到钻孔顶部的偏滤器。然后通过连接在旋风分离器顶部的样品管。岩屑通过旋风分离器内部移动，最后落在底部的空隙，通过样品袋进行回收。
最常用的RC钻机能达到直径5-8英寸（13-20cm），具有圆形的钨键从钻头伸出，需要钻穿页岩和耐磨岩石，当钨键磨损后，钻探速度变慢，有时候可能需要数小时到数周。钨棒和钻头非常昂贵，如果设备在钻孔下面丢失往往对于公司成本损失很大。很多公司会定期重磨钻头上的钨棒，加速钻探。一般如果配件从钻孔丢失，一般不会是通过钻杆，而是通过钻头上的钻头、钻锤、稳定器等。这往往会导致操作失败、金属疲劳、破坏钻探环境，或者导致钻井设备卡在钻孔内。
RC钻头是气动的（有时也有水动），以减少粉尘，保持钻头温度，并协助回收岩屑，开炮眼的时候也会用水。钻井泥浆，也称“钻井液”混合水泵入钻杆内，通过沙土黏着，帮助回收样品。有时使用“钻井泡沫”（如“加速泡”），将更多细微的岩屑回收到地表。如果钻头接触坚硬岩石，则将一个钻铤（钻环）通过钻杆下入钻孔，一般为PVC管，有时候钻铤也由金属套管制成。开孔是指防止井壁塌方，从上方压住钻杆。钻铤可以达到60米深，根据土壤条件，如果钻探坚硬岩石的时候一个钻铤可能不够。
反循环钻一般由后勤车、钻机组成，后勤车一般是卡车，上面有供给钻机的水和柴油，以及其他修井设备。备用设备是搭载有备用引擎的备用车辆和助推发动机。发动机通过高压管连接钻机，尽管RC钻机自身有助推发动机和空气压缩机能产生气压，但是因为钻机空间有限，还需要额外的发电机提供压力。发电机一般装在备用车上。RC钻机上的压缩机一般输出压力为1000  cfm、500 psi（500 L·s?1于3.4 MPa）。另外，备用空气压缩机输出压力为900-1150cfm、300-350 psi，一般为2-4组，通过多阀门管汇连接到钻机。

### 金刚石钻机
金刚石钻机（金刚石钻探）使用镶有金刚石的环形钻头，连接在中空的钻杆底部，对坚硬岩石进行圆柱形切割。用于制造金刚石钻机的金刚石的尺寸各不相同，一般为精细到超精细的钻石级别，金刚石和金属的混合比例是根据钻头所切割的不同岩层的硬度。金刚石的尺寸和数量根据岩石硬度确定。高强度钢低金刚石量用于切割碎裂程度高的岩石，低强度钢高金刚石量用于切割硬质岩石。钻头的空隙让水可以到达切割面，有主要三个作用 — 润滑、冷却、回收钻孔的岩屑。
当从钻孔中取回岩心管后，进行分类，钻探人员会用岩心扳手把岩心的后部拧下来，把岩心分为几段，并放入相应的岩心盒。然后清洗、测量岩心，用锤子破碎，放入岩心盒。进行记录后，地质专家会分析岩心并确定钻探地点是否适宜未来开采。

### 直推式钻头
通过直接推进和捶打，而不需要旋转钻杆，进行钻探的几种不同的钻机和钻机设备的统称。虽然不是传统意义的钻探，但是 — 结果相同。钻孔相同。直接推进式钻机包括针入测试钻机（CPT）和直推取样钻机，如PowerProbe或Geoprobe类型。直推钻机一般只用于钻探疏松土壤和非常软的岩石。
CPT钻机发展成了特殊测试设备（如电子锥），使用大型液压油缸的土壤取样器。很多CPT钻机承载能力很强（往往达到20吨）作为液压油缸的反推动力，达到20 kN。另外，小型轻型CPT钻机和海上CPT钻机一般使用锚，如螺旋入地锚生成反应力。在理想情况下，CPT钻机能产生250–300米/日的作业深度。
直推式钻机使用液压缸、液压锤把空心的岩心取样器推入泥土、地下水中，钻探的速度和深度大大取决于土壤类型、取样器尺寸和钻机的重量和马力。直推式钻机一般只用于浅层土壤取样，优势是在正确土壤类型下，可快速、低成本产生大量高质量土壤样品，一般每天为50到75米。和锤式不同，直推式也可和声波（震动）方式联合使用，提高效率。

### 液壓螺旋钻机
油井的钻探是使用镶嵌碳钢的固定金刚石切面（或嵌入金刚石）三牙轮钻头。选用这种钻头是因为不需要回收样品，目的是达到油气层。旋转中空钻头将皂土和重晶石混入钻井泥浆中，作为润滑、冷却、清洗钻头之用，同时控制井压，平衡钻孔井壁，去除岩屑。泥浆从钻杆外部（称为环空）回到表面。检查泥浆中的岩屑，称为录井。另一种方式是电子录井，一般用于评估可能的油气藏的存在性。钻井后可以使用得到钻中测量工具在钻探中进行验证，或钻探后使用井下侧脸工具进行测量。
钻机的旋转系统一般于1900年代用于美国，在1845年由法维尔（Fauvelle）发明，用于欧洲早期的钻井工业。原来使用高压水而不是泥浆，在使用金刚石钻机前几乎对硬质岩石无效。 螺旋钻机的技术突破在1901年，当时安东尼·弗朗西斯·卢卡斯结合了蒸汽钻机和泥浆代替水。
油气生产带有安全风险，可能污染环境，如天然气爆燃导致火灾，油气泄露污染水源、土壤和地下水等。因此，各国都需要复杂的安全系统和专业人员进行生产。

## 科技限制

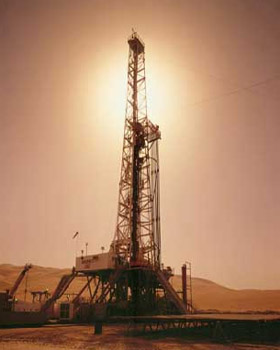
油井钻机

钻探技术从19世纪稳步发展，但是有一些基本的限制因素，限制了最大钻井深度。
所有钻孔都应配合外径，钻孔直径必须比钻机更大。钻探的摩擦力可能减少钻机的外径，除非在金刚石钻头的使用中，使用更细的钻棒和套管可以继续钻探。套管一般为保护井壁防止塌方的空心钢管，材料为金属或PVC。其他金刚石钻孔也需要从大尺径开始，随着外径逐渐磨损，在套管内放入更细的钻头。另外，钻孔可以扩大，在油气钻探中，保持钻孔直径与下一个套管连接点直径相同是常见做法。
关于冲击技术，主要限制是气压，空气达到活塞的压力不同，引发往复运动，从而利用足够力量破碎和粉碎岩石。随着深度增加，钻杆内体积增加，需要更大的压缩机达到运营压力。另外，地下水普遍存在，随着深度增加地下水增加。钻杆内的空气必须足够将地下水压到地表，压力还需要将岩屑带到地表。因此超过500 m后很少使用反循环钻探，因为成本限制达到极限，金刚石钻头更为经济。
金刚石钻机的深度一般可达1200 m。如果成本不是问题，可达极限深度，因为不需要克服水压。然而，必须保持水循环将岩屑带到地表、进行冷却和润滑，同时减少钻杆钢壁的摩擦。如果水循环缺失，钻杆会顿钻，会损坏钻头卡住钻机。 
如果没有足够的润滑和冷却，钻头会软化。因为金刚石是已知的最硬物质，莫氏硬度为10，必须牢牢镶嵌在钻探面上。钻头重量、钻探力都必修控制。
深海油气开发中特别的一种钻探技术称为超深钻项目。

## 新钻探技术研究
研究包括喷水切割、等离子体切割、地热核裂变切割和激光切割。
使用高能的电子等离子体可用于深井钻探，这种方法可能替代传统的钻机科技。可以产生大尺径的钻孔，而不需要替换钻头。

## 偏离原因
很多钻孔轻微偏离设计路径，这是因为钻机工作面的扭矩，由于钢钻杆的松动和螺旋结合的松动、岩脉的变化和岩石的结构、钻头接触不同岩层和硬度的时候发生折射，另外，斜孔一般向上偏离，因为钻头偏向钻孔下部，导致钻头轻微倾斜。偏离如果影响取样信息，必须进行勘测。有时候在地表进行同样位移抵消偏离趋势，钻孔的底部会接近所需位置。油井钻探一般使用定向钻探（如从同一个地表位置钻几个不同的井）。

## 钻机设备

钻机和基本操作简图

钻机一般至少包括下列一些设备：参见油井钻机
- 防喷器（英语：blowout preventer）：（BOP）

连接钻机，有不同类型，#23 & #24一般安装与井口，方式液体和气体意外从井下外溢。#23是环空型（一般称为Hydril），#24是闸板防喷器和全封闭防喷器。#24也称变径闸板（VBR），与一般立管闸板的压力和封闭力相同，可封闭多种钻杆、生产钻杆、套管，而无需更换闸板。一般使用锥形钻杆的时候使用VBR（使用不同尺径的钢管）。
- 离心机：将泥沙从钻井液中依靠离心力分离的工业设备。
- 固控设备：为钻机准备钻井泥浆的设备。
- 链钳：带锁连的扳手。
- 脱气器：从钻井泥浆中分离空气、天然气的设备。
- 除砂器、除泥器：包含一系列水力漩流器，将泥沙从钻井泥浆中分离。
- 绞车：（#7）是带有线轴的设备，拉近、拉出从而提升和放下游车（#11）。
- 钻头：（#26）是钻机终端的设备，用于钻探岩石。可喷射钻井液。
- 钻杆：（#16）空心管，用于将底部钻具组合（BHA）连接到地表设备，同时作为钻井液的套管。在图中为“立管”或为2到3条连接在一起的钻杆，垂直站立在井架内，一般使用跳脱管节约时间。
- 提升器：抓固钻杆、套管的抓固设备，用于提升或放下钻杆或套管。
- 井下动力钻具：水力驱动的设备，放于钻头上方，用于单独旋转钻头。
- 泥浆泵：（#4）用来循环钻井液的泵。
- 泥浆池：（#1）储存钻井液的池子。
- 转盘：（#20）旋转钻杆和工具的轮盘。
- 振动筛：（#2）钻井液从钻孔泵回地表后，从钻井液中分离岩屑的设备。